# Crochet rhotique
Le crochet rhotique, de rhotacisme ou de rhotacisation, ‹ ˞ ›, est un signe diacritique utilisé dans l’alphabet phonétique international. Il est utilisé pour représenter la rhotacisation des voyelles, officiellement depuis la convention de Kiel de 1989.
Auparavant les voyelles rhotiques pouvait être représentées à l’aide du crochet rétroflexe attaché à la voyelle : ᶏ, ᶐ, ᶒ, ᶓ, ᶔ, ᶕ, ᶖ, ᶗ, ᶙ (symboles officiellement tombés en désuétude en 1976) ; ou à l’aide d'une lettre en exposant : ʴ pour la rhotacisation faible et ʵ pour la rhotacisation forte.
Sa forme provient du crochet droit de [ɚ], symbole utilisé par John Samuel Kenyon (en) à partir de 1935, à la place de , et présent dans le tableau de l’API en 1951 comme variante de ᶕ.
Les symboles API de voyelles peuvent être combinés avec le crochet rhotique: [a˞ ɑ˞ ɐ˞ e˞ ɛ˞ ɜ˞ ə˞ i˞ u˞ ɤ˞ o˞ ʌ˞ ɔ˞], etc.
Peter Ladefoged et Ian Maddieson l’utilise simplement et doublement pour respectivement noter les voyelles faiblement rhotiques et les voyelles fortement rhotiques utilisées en badaga. Mais cette distinction de deux niveaux de rétroflexion, initialement observée par Murray Emeneau dans les années 1930, présente uniquement dans quelques mots, est en cours d'élimination, ne se retrouvant plus qu'à l'état de traces chez les locuteurs dans les années 1990. Par exemple, [be] « bouche »; [be˞] « bracelet » ; [be˞˞] « récolte ».